# Burning Heart Records
La Burning Heart Records è un'etichetta discografica indipendente con sede a Örebro in Svezia. Dalla fine del 2003 è attiva un'ulteriore sede situata in Germania, a Berlino.
Collabora strettamente con la californiana Epitaph Records, che ne possiede i diritti di distribuzione sui prodotti messi in commercio al di fuori del Nord America.

## Storia della Burning Heart Records
La Burning heart ha avuto un estremo successo come produttrice di gruppi europei (specialmente in Svezia) di fama mondiale. I successi di loro produzione includono: The Hives, Turbonegro, The (International) Noise Conspiracy, Millencolin, No Fun at All e Refused.
È conosciuta principalmente per la produzione e promozione di gruppi garage punk, ma ha anche pubblicato diversi album che spaziano dal grindcore all'hardcore punk, post-hardcore, dal pop punk, melodic hardcore punk allo ska punk, e di recente anche rap.

## Artisti della Burning Heart Records
Segue la lista di artisti che sono o sono stati sotto contratto con la Burning Heart.
- 59 Times the Pain
- The Accidents
- Between Us
- Bodyjar
- Bombshell Rocks
- Boysetsfire
- Breach
- Chickenpox
- Division of Laura Lee
- Donots
- Flogging Molly
- Giuda
- Give Up the Ghost
- Hell Is for Heroes
- The Hives
- The (International) Noise Conspiracy
- Liberator
- Looptroop
- The Lost Patrol
- Midtown
- Millencolin
- Moneybrother
- Monster
- Nasum
- Nine
- No Fun at All
- Parkway Drive
- Promoe
- Raised Fist
- Randy
- Refused
- Samiam
- Satanic Surfers
- Turbonegro
- Voice of a Generation
- Weakerthans
- Within Reach